# ЖФК „НСА“ (София)
ЖФК „НСА“ (София) е женски футболен отбор на Националната спортна академия „Васил Левски“ от град София.
Клубът е рекордьор по титли в българския женски футбол като печели всеки шампионат на страната от 2005 до 2021-та година. Спечелил е общо 20 български шампионата и 19 купи на страната.

## Успехи
Женско първенство на България по футбол
- Шампиони (20): 1990 – 91, 2004 – 05, 2005 – 06, 2006 – 07, 2007 – 08, 2008 – 09, 2009 – 10, 2010 – 11, 2011 – 12, 2012 – 13, 2013 – 14, 2014 – 15, 2015 – 16, 2016 – 17, 2017 – 18, 2018 – 19, 2019 – 20, 2020 – 21, 2023 – 24, 2024 – 25[1][2]

Купа на България по футбол за жени
- Шампиони (19): 1992, 1994, 1997, 2001, 2004, 2007, 2008, 2009, 2010, 2012, 2013, 2014, 2015, 2016, 2017, 2018, 2019, 2021, 2022

## Европейска история

### Купа на УЕФА за жени
- 2005 – 06: Първи квалификационен кръг
- 2006 – 07: Първи квалификационен кръг
- 2007 – 08: Първи квалификационен кръг
- 2008 – 09: Първи квалификационен кръг

### Шампионска лига на УЕФА за жени
- 2009 – 10: Квалификационен кръг
- 2010 – 11: Квалификационен кръг
- 2011 – 12: Квалификационен кръг
- 2012 – 13: Квалификационен кръг
- 2013 – 14: Квалификационен кръг
- 2014 – 15: Квалификационен кръг
- 2015 – 16: Квалификационен кръг